# Jan Stern
Jan Stern (* 10. září 1977 Praha) je český esejista a humorista.

## Činnost
Vystudoval žurnalistiku a mediální studia na Fakultě sociálních věd UK.
V letech 2006–2012 vydal několik knih zabývajících se postmoderní filosofií a psychoanalýzou. V roce 2012 je však v rozhovoru na Britských listech označil za parodii, výsměch intelektuálským žvástům a šťouchnutí do pop-filozofické ikony Slavoje Žižeka. Časopis A2 zařadil jeho knihu esejů Média, psychoanalýza a jiné perverze do českého literárního kánonu po roce 1989, tedy do výběru nejdůležitějších českých knih v období třiceti let od sametové revoluce.
Od roku 2008 píše humoristické fejetony do časopisu Nový prostor. Ty vyšly ve dvou knižních souborech: Démonologie všedního života (2016) a Česko je hezko (2017).